# Asura pseudaurora
Asura pseudaurora är en fjärilsart som beskrevs av Embrik Strand 1917. Asura pseudaurora ingår i släktet Asura och familjen björnspinnare. Inga underarter finns listade i Catalogue of Life.